# Куангнинь
Куангнинь (вьет. Quảng Ninh, тьы-ном 廣寧) — провинция на северо-востоке Вьетнама. Куангнинь как маленький Вьетнам, потому что он содержит и море, и острова, и равнины, и горные районы, и границы. При планировании экономического развития, Куангнинь принадлежит и к северной ключевой экономической зоне, и к северной прибрежной зоне. Это основная провинция добычи угля во Вьетнаме и обладает наследием «Бухта Халонг — природное чудо света».

## Географическое положение
Площадь составляет 6099 км². Максимальная ширина территории с запада на восток — 195 км, длина с севера на юг — 102 км. Длина береговой линии составляет 250 км. Провинции принадлежит около 2000 островков, расположенных вдоль побережья, около 1000 из них имеют названия. Общая площадь островов — около 620 км². Около 80 % территории провинции занимают горы. На севере Куангнинь имеет границу с Китаем. Большинство рек провинции — короткие и маловодные, часть из них пересыхает зимой.

## Население

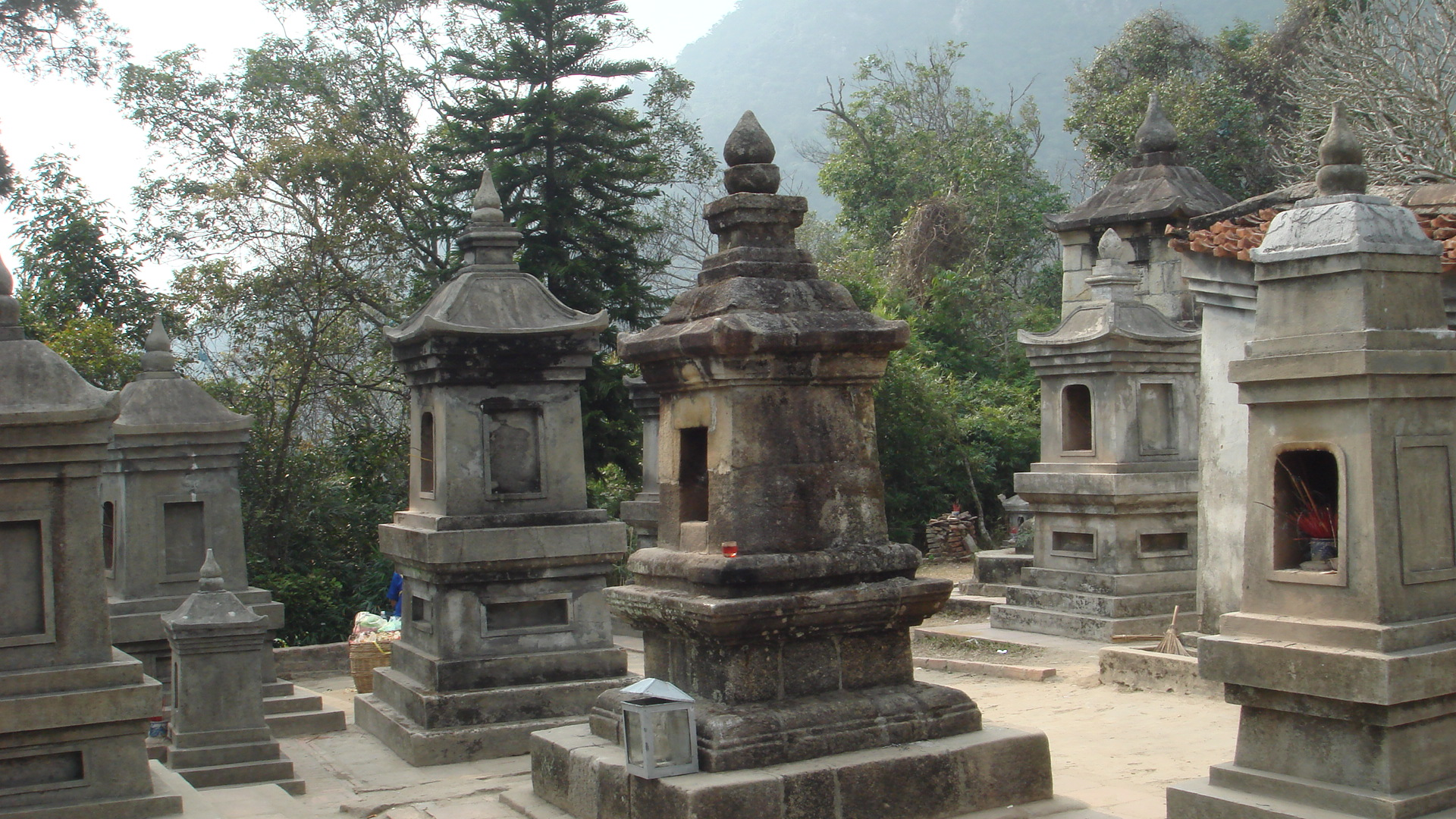
Пагоды Хоахьен близ горы Йенты в заповеднике Йенты, уезд Донгчьеу

По данным на 2019 год население провинции составляет 1 320 324 человек. 87,7 % составляют вьеты. Городское население — 64 %. Большая часть населения сконцентрирована на прибрежной равнине на востоке провинции.
Динамика численности населения провинции по годам:
| 1999      | 2005      | 2006      | 2009      | 2013      | 2019      |
| --------- | --------- | --------- | --------- | --------- | --------- |
| 1 004 839 | 1 078 896 | 1 091 300 | 1 144 381 | 1 167 910 | 1 320 324 |

## Административное деление
В состав провинции Куангнинь входят города провинциального подчинения
- Халонг,
- Монгкай,
- Уонгби,
- Камфа,

административные единицы первого порядка
- Куангйен (Quảng Yên),
- Донгчьеу (Đông Triều),

и 7 уездов:
- Вандон (Vân Đồn),
- Дамха (Đầm Hà),
- Кото (Cô Tô),
- Тьенйен (Tiên Yên),
- Хайха (Hải Hà),
- Биньльеу (Bình Liêu),
- Бате (Ba Chẽ).

## Климат
Климат провинции типичен для северного Вьетнама. Лето — жаркое, влажное и дождливое. Зима довольно холодная и засушливая. Среднегодовая температура составляет 22,9 °С, средняя влажность: 82 %. Среднегодовой уровень осадков меняется в среднем от 1700 до 2400 мм (большая их часть выпадает в июль и август). Климат Куангнинь находится под сильным влиянием северо-восточного муссона.

## Экономика
В провинции добывается до 90 % всего вьетнамского каменного угля.

## Достопримечательности
На территории провинции находятся два заповедника — Йенты на западе и Кытхыонг в центральной части провинции.